# 徐成功
徐成功（1914年—1996年10月21日），原名徐德，曾用名徐兴智，男，河南偃师杨义沟人，中国人民解放军开国大校、成都军区副司令员。

## 生平
1965年8月从沈阳军区第五十军副军长兼参谋长调到沈阳军区新组建的援越抗美工程兵五支队任支队长。1968年10月任沈阳军区装甲兵司令员。1972年9月-1975年8月、1978年7月-1980年12月任成都军区司令部参谋长。1980年12月-1982年10月任成都军区副司令员。
荣获二级独立自由勋章、二级解放勋章和独立功勋荣誉章。